# 마음대로 사랑하고
마음대로 사랑하고는 한국에서 제작된 김용덕 감독의 1962년 영화이다. 이상규 등이 주연으로 출연하였고 신상옥 등이 제작에 참여하였다.

## 출연

### 주연
- 이상규
- 최은희
- 전영선
- 이빈화

## 제작진
- 조명: 이규창
- 미술: 정우택